# トリセツ
『トリセツ』は、テレビ朝日で放送されていた情報番組。番組名の由来は取扱説明書。
第1期は2002年4月3日から2003年3月26日まで、毎週水曜 24:51 - 25:21 に放送。第2期は2004年4月1日から2005年3月31日まで、毎週木曜 24:51 - 25:21 に放送。第1期はBS朝日でも遅れネットで放送されていた。
案内役は第1期では筧利夫が、第2期では松任谷正隆が務めていた。ナレーターは第1期、第2期ともに近藤サトが務めていたが、第2期の前半のナレーションは荻野目慶子が担当していた時期がある。メインスポンサーはNTT DoCoMoで、番組中にドコモのインフォマーシャルが流れていた。
本番組は第31回国際エミー賞の最終選考に選出されるも、グランプリ受賞はならなかった。テレビ朝日製作の番組としては初の国際エミー賞ノミネート作品となった。

## 放送リスト

### 第1期
1. 「寿司幸」2002年4月3日放送
2. 「箱根」2002年4月10日放送
3. 「タイユバンロブション」2002年4月17日放送
4. 「首都高速道路」2002年4月24日放送
5. 「牧」2002年5月1日放送
6. 「讃岐うどん」2002年5月8日放送
7. 「究極焼き肉虎の穴」2002年5月15日放送
8. 「ミシェル・ブラス」2002年5月22日放送
9. 「ザ・ウィンザーホテル洞爺」2002年5月29日放送
10. 「ダイエット」2000年6月5日放送
11. 「シーバスフィッシング」2002年6月12日放送
12. 「茶会」6月19日放送
13. 「インテリア風水」2002年6月26日放送
14. 「日光」2002年7月3日放送
15. ｢TCK」2002年7月10日放送
16. 「屋形船」2002年7月17日放送
17. 「タクシー」2002年7月24日放送
18. 「バーベキュー」2002年7月31日放送
19. 「ホテルニューオータニ」2002年8月7日放送
20. 「マッサージ」2002年8月14日放送
21. 「焼酎」2002年8月21日放送
22. 「エルミタージュ・ドゥ・タムラ」2002年8月28日放送
23. 「日本橋髙島屋」2002年9月4日放送
24. 「ラーメン」2002年9月11日放送
25. 「女子アナのトリセツ・前編」2002年9月18日放送
26. 「女子アナのトリセツ・後編」2002年9月25日放送
27. 「トリセツのトリセツ」2002年10月2日放送
28. 「北野武」2002年10月9日放送
29. 「カレー」2002年10月16日放送
30. 「築地」2000年10月23日放送
31. 「上野公園」2002年10月30日放送
32. 「温泉」2002年11月6日放送
33. 「屋台」2002年11月13日放送
34. 「4億円」2002年11月20日放送
35. 「成田空港」2002年11月27日放送
36. 「銀座」2002年12月4日放送
37. 「ティファニー」2002年12月11日放送
38. 「クリスマス」2002年12月18日放送
39. 「ローリングストーンズ」2003年1月8日放送
40. 「夜景」2003年1月15日放送
41. 「乗馬」2003年1月22日放送
42. 「肉体改造」2003年1月29日放送
43. 「東京ディズニーシー」2003年2月5日放送
44. 「ハトヤ」2003年2月12日放送
45. 「合コン」2003年2月19日放送
46. 「フェラーリ」2003年2月26日放送
47. 「voice」2003年3月5日放送
48. 「ソニースタイル」2003年3月12日放送
49. 「卒業試験」2003年3月19日放送
50. 「結婚」2003年3月26日放送

### 第2期
1. 「トリセツ」2004年4月1日放送（第1期のおさらい）
2. 「みかわ」2004年4月8日放送
3. 「葉山」2004年4月15日放送
4. 「トゥール・ダルジャン」2004年4月22日放送
5. 「和菓子」2004年4月29日放送
6. 「東京タワー」2004年5月6日放送
7. 「盆栽」2004年5月13日放送
8. 「香港」2004年5月20日放送
9. 「マカオ」2004年5月27日放送
10. 「パークハイアット」2004年6月3日放送
11. 「スイーツ」2004年6月10日放送
12. 「書」2004年6月17日放送
13. 「タワーマンション」2004年6月24日放送
14. 「東京ディズニーランド」2004年7月1日放送
15. 「夏のスイーツ」2004年7月8日放送
16. 「キャンピングカー」2004年7月8日放送
17. 「ユニバーサルスタジオジャパン」2004年7月29日放送
18. 「冷やし中華」2004年8月5日放送
19. 「担担麺」2004年8月12日放送
20. 「銭湯」2004年8月19日放送
21. 「ヨガ」2004年8月26日放送
22. 「お好み焼き「福竹」」2004年9月2日放送
23. 「犬」2004年9月9日放送
24. 「スペイン料理」2004年9月16日放送
25. 「スペイン料理 サンバウ」2004年9月23日放送
26. 「屋上」2004年9月30日放送
27. 「トリセツ」2004年10月7日放送（第2期前半のおさらい）
28. 「おにぎり」2004年10月14日放送
29. 「アクアリウム」2004年10月21日放送
30. 「萬来園（前半）」2004年10月28日放送
31. 「萬来園（後編）」2004年11月4日放送
32. 「モノポリー」2004年11月11日放送
33. 「かわむら」2004年11月18日放送
34. 「クレジットカード」2004年11月25日放送
35. 「六本木ヒルズ」2004年12月2日放送
36. 「羽田空港第2ターミナル」2004年12月9日放送
37. 「着物」2004年12月16日放送
38. 「トリセツ・クリスマス・スペシャル〜六本木ヒルズの恋〜」2004年12月23日放送（詳細は後述）
39. 「クイーン」2005年1月6日放送
40. 「すき焼き」2005年1月13日放送
41. 「寿命」2005年1月20日放送
42. 「中国茶」2005年1月27日放送
43. 「万年筆」2005年2月3日放送
44. 「チョコレート」2005年2月10日放送
45. 「日本料理」2005年2月17日放送
46. 「ロボット」2005年2月24日放送
47. 「マラソン」2005年3月3日放送
48. 「コーヒー」2005年3月10日放送
49. 「屋外広告」2005年3月17日放送
50. 「土」2005年3月24日放送
51. 「フォリオリーナ・デッラ・ポルタ・フォルトゥーナ」2005年3月31日放送

## トリセツ・クリスマス・スペシャル〜六本木ヒルズの恋〜
2004年12月23日 24:51 - 25:46（12月24日 0:51 - 1:46）に1時間スペシャルとして放送。第2期に放送された特集の中から評判の良かった情報をダイジェストにして送るほか、クリスマス向けの情報を織り込んだドラマ仕立ての特別編。ドラマの舞台は六本木ヒルズ周辺（J-WAVEのサテライトスタジオやTSUTAYA TOKYO ROPPONGIなど）。ドラマの中で映画『ラブ・アクチュアリー』のDVDが出てきており、本作はこれをモチーフにしている（グランドホテルシステム）。また、インフォマーシャルはドコモとアサヒビールが担当した。

### 出演者

#### ドラマ本編
- 松任谷正隆 - ストーリーテラー。終盤で高子のピアノの先生として登場した。
- 柏原収史 - 物語の主人公・正輝。TSUTAYAで『ラブ・アクチュアリー』のDVDを借りようとしたところ、その場に居合わせた高子（後に恋人となる）もそれを借りようとする[4]。じゃんけんで高子に負けてDVDを借りられず、待ち合わせていた当時の恋人に平手打ちを喰らい、その場で別れてしまう。クリスマス・パーティーが始まるまでに高子に責任を取るようキスをせがむが…。
- 松本莉緒 - 正輝の恋人・高子。ヒルズ内のマンションにひとり暮らし。番組の大ファンで、松任谷の全出演分を録画したDVDを持っている。DVDを正輝に見せてはことごとくその内容を自慢するが、用件を正輝に押し付けることが多く、外出はしない。高校時代はテニス部に所属[5]。最近はピアノを習い始めた。
- 美山加恋 - 物語の鍵を握る少女。両親がけんかをして離れ離れになっている。
- 丹阿弥谷津子 - 通りがかりのおばあちゃん。少女と仲良くなるが、何か秘密があるらしい。
- 織田哲郎 - 本人。劇中でクリスマスソング2曲（後述）を披露。また、同年11月に発売された自身初の著書『ワンナイト・ラヴ』[6]（角川春樹事務所）の告知もした。
- RYU - 本人。
- 近藤サト（ナレーションも兼任） - 子供に絵本『くりすますのおくりもの』[7]の読み聞かせをする。
- 山田雄（麺屋武蔵店主） - サンタクロースに扮した男性。少女にBABBIのチョコレートを渡す。
- 熊谷和徳（タップダンサー） - ストリート・パフォーマー。数字のオブジェ前でタップダンスを披露している[8]。
- はまのゆか（イラストレーター） - ヒルズ内のワインショップ『エノテカ』でムートンの1993年（空白ラベル）[9]を注文し、パーティーに参加する。
- 堂真理子（テレビ朝日アナウンサー） - 通行人。
- 市川寛子（テレビ朝日アナウンサー） - 通行人。
- 西岡徳馬 - サンタクロース。おばあちゃんが少女の両親に会わせてもらうように空から呼び出した。
- 麻宮実果 - 番組スタッフの真帆。オープニングでは提供読みも担当し、ドコモのインフォマーシャルにも出演した。

#### VTR出演
- 早乙女哲哉（茅場町・天ぷら「みかわ」総料理長） - ドラマ本編にも1シーンのみ出演。
- 河村太郎（ステーキハウス「銀座かわむら」オーナーシェフ） - クリスマスに合う料理として、家庭でもできるローストビーフの作り方を紹介。
- 稲村省三（上野「パティシエ・イナムラ・ショウゾウ」オーナー・パティシエ） - フランスの洋菓子・オペラを使ったクリスマスケーキ『オペラロール[10]』を紹介。

ほか

### 使用されたトリセツ
- 「かわむら」 - 第2期第33回。
- 「スイーツ」 - 同第11回。
- 「みかわ」 - 同第2回。
- 「東京タワー」 - 同第6回。ただしライトアップを手がけた石井幹子の出演は無し。

### 使用された楽曲
- 「12日間のクリスマス」（松任谷正隆） - イントロが劇中で頻繁に使われ、終盤でフルサイズで演奏。
- 「ハッピー・クリスマス（戦争は終った）」（織田哲郎） - ジョン・レノン&オノ・ヨーコの同曲をカバー。
- 「ホワイト・クリスマス」 - 朗読のシーンで使用。
- 「ターン・ミー・オン」（ノラ・ジョーンズ） - 『ラブ・アクチュアリー』サウンドトラックより。
- 「She」（エルヴィス・コステロ） - 映画『ノッティングヒルの恋人』主題歌。
- 「We Wish a Merry Christmas」 - オルゴール・ヴァージョン。熊谷和徳のタップダンス・シーン終了後に使用。
- 「Christmas Song」（織田哲郎） - アルバム『T』に収録。
- 「あなたしか見えない -Don't Cry Out Loud-」（メリサ・マンチェスター[11]） - 高子と正輝、高子の友人たちが『トリセツ・東京タワー編』のDVD観賞中のBGMとして使用。
- 「恋人たちのクリスマス」（マライア・キャリー[12]） - エンディングテーマ。曲に乗せて出演者が「メリークリスマス」とコメントする。